# Svanhild Øysteinsdotter
Svanhild Øysteinsdotter fue según la tradición nórdica medieval una esposa de Harald I de Noruega. Hija de Eystein Glumra, jarl de Oppland y Hedmark.

## Descendencia
Según las sagas, tuvo tres hijos con el rey Harald:
- Bjørn Farmann, rey de Vestfold. Fue padre de Gudrød Bjørnsson y por lo tanto el bisabuelo del rey Olaf II de Noruega "el Santo".
- Olaf Haraldsson Geirstadalf, rey de Vingulmark, después también de Vestfold. Su nieto sería el rey Olaf I de Noruega.
- Ragnar Rykkel, rey de Hedmark